# Porte de la Martille

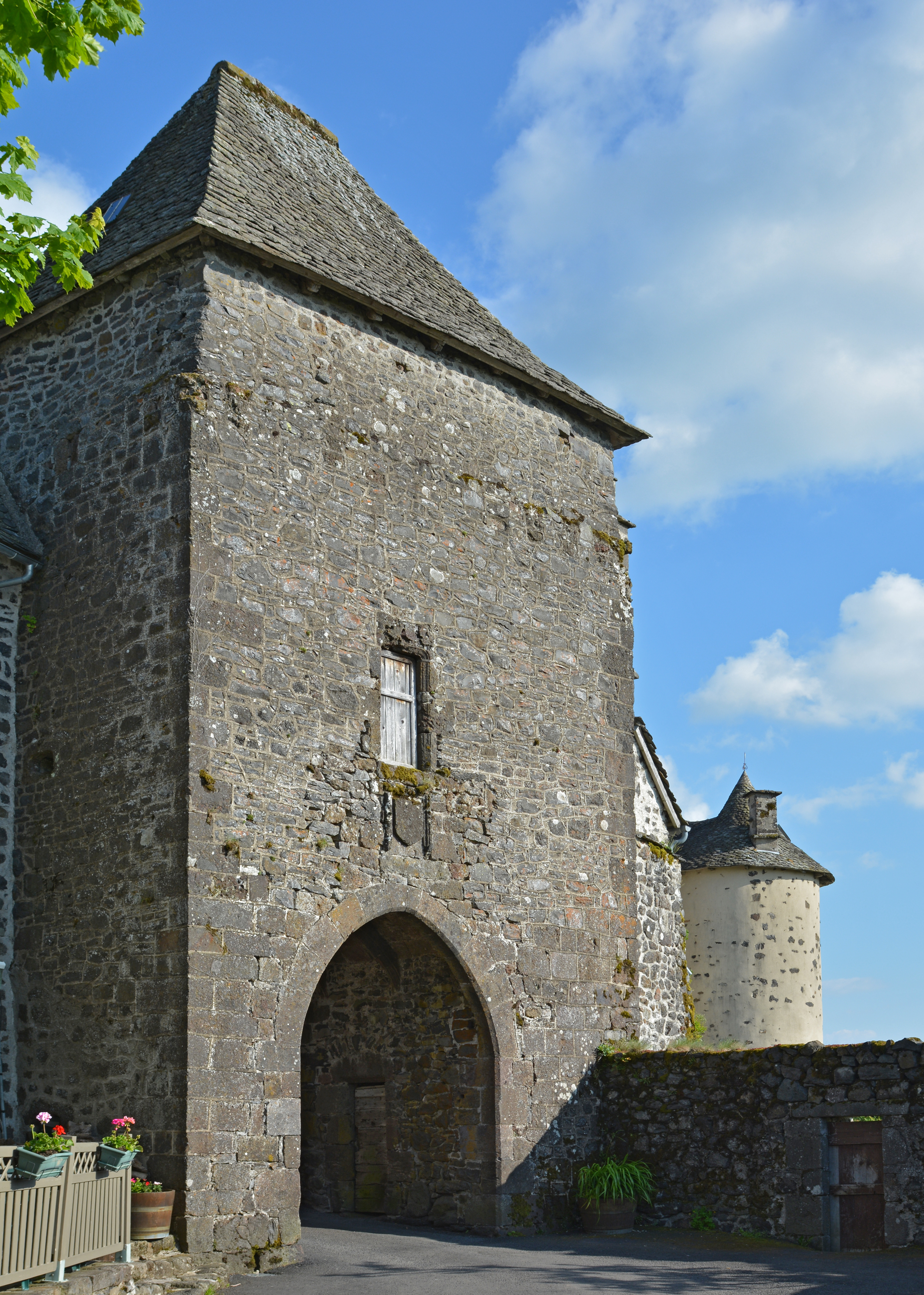
Porte de la Martille in Salers, Feldseite

Die Porte de la Martille in Salers, einer französischen Gemeinde im Département Cantal in der Region Auvergne-Rhône-Alpes, wurde in der zweiten Hälfte des 15. Jahrhunderts errichtet. Das Stadttor steht seit 1925 als Monument historique auf der Liste der Baudenkmäler in Frankreich.
Im Jahr 1428 erlaubte König Karl VII. den Bewohnern von Salers, die Stadt zu befestigen. Neben der Porte de la Martille existiert heute noch die Porte du Beffroi, zwei weitere Stadttore wurden abgerissen.
Die Porte de la Martille ist auf rechteckigem Grundriss errichtet, sie besteht aus Basaltstein der Region und besitzt zwei Geschosse. Der Turm wird von einem Pyramidendach, das mit Steinplatten gedeckt ist, abgeschlossen. Ein spitzbogiger Durchgang wird von einem Tonnengewölbe überspannt. An der Feldseite ist über dem Rundbogen der Rest des zerstörten Wappens der Stadt zu sehen. Die beiden Holztore, die an der Feld- und an der Stadtseite vorhanden waren, existieren nicht mehr.